# یاماندو اورسی
یاماندو اورسی (انگلیسی: Yamandú Orsi؛ زادهٔ ۱۳ ژوئن ۱۹۶۷) سیاست‌مدار و معلم تاریخ اهل اروگوئه است که، از مارس ۲۰۲۵، چهل و سومین رئیس‌جمهور اروگوئه بوده است. او یکی از اعضای جنبش چپ‌گرای مشارکت مردمی، جناح اصلی حزب جبهه گسترده است که از سال ۲۰۱۵ تا فوریه ۲۰۲۰ مسئول امور بخش کنلونس و سپس برای دومین دوره، از نوامبر ۲۰۲۰ تا ۲۰۲۴، بوده است.
او در سال ۱۹۹۱ از مؤسسه تربیت معلم آرتیگاس فارغ‌التحصیل ومعلم تاریخ شد. سپس در مدارس متوسطه مختلف در کنلونس و بخش‌های فلوریدا و مالدونادو به تدریس پرداخت.
اورسی در دوران نوجوانی وارد فعالیت سیاسی شد. و تا سال ۱۹۹۰ با حزب ورتتینت آرتیگویستا Vertiente Artiguista بود، و آنگاه به جنبش مشارکت مردمی (MPP) که سال قبل از ان تأسیس شده بود، پیوست.

## زندگی و تحصیلات
یاماندو رامون آنتونیو اورسی مارتینز در ۱۳ ژوئن ۱۹۶۷ در منطقه روستایی بخش کنلونس به دنیا آمد. او تنها پسر و دومین فرزند خانواده بعد از خواهر بزرگترش ماریا دل لوجان است. پدرش «بِبه» اورسی، کارگر روستایی، و مادرش کارمن «ببا» مارتینز یک طراح لباس زنانه بودند.

## فعالیت سیاسی

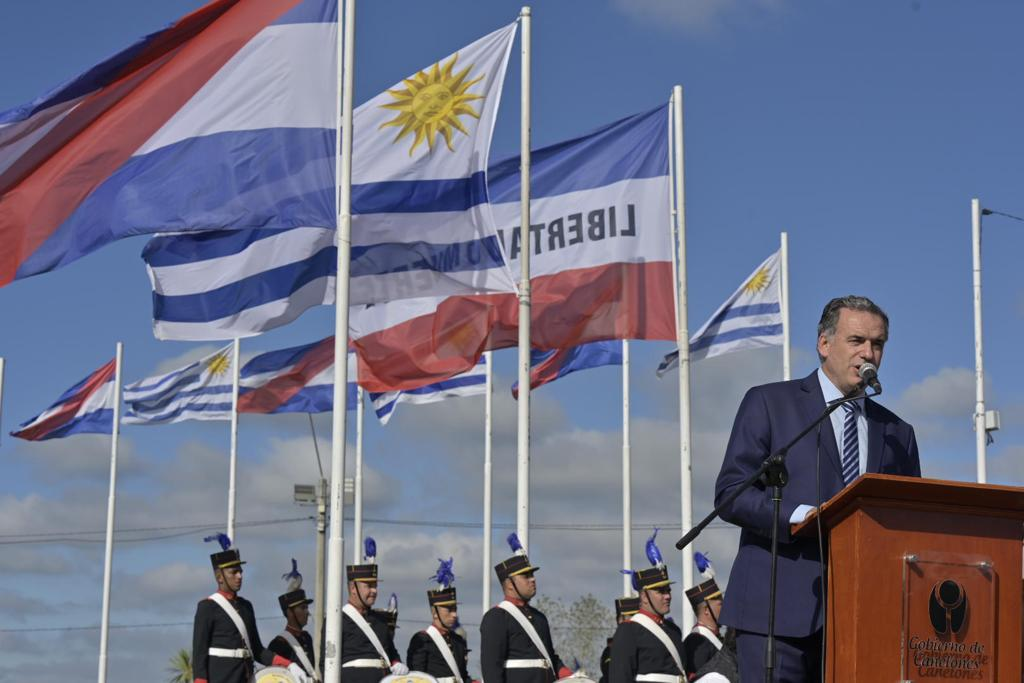
اورسی در حال سخنرانی درمراسم بزرگداشت نبرد لاس پیدرا ۱۸ مه ۲۰۲۳.

### اوایل کار سیاسی
در سال ۲۰۰۴، در حالی‌که هنوز به عنوان معلم تاریخ در مالدونادو کار می‌کرد، برای مجلس نمایندگان به عنوان چهارمین نامزد در لیست انتخاباتی جنبش مشارکت مردمی در بخش کنلونس نامزد شد، اما در این تلاش پیروز نشد.
پس از انتخابات ۲۰۱۰، و پس از انتخاب مجدد دولت کارامبولا، او نیز در سمت خود ابقاء شد. از ژوئیه ۲۰۰۵، او عضو هیئت کشوری و محلی جنبش مشارکت مردمی در کنلونس بوده است.

## مدیر بخش کنلونس (۲۰۲۴–۲۰۱۵)
در اوایل مارس ۲۰۱۵، او استعفا داد تا برای مدیریت بخش نامزد شود. نامزدی او توسط بخش‌های مختلف جبهه گسترده، مانند MPP، حزب کمونیست اروگوئه، Vertiente Artiguista و Casa Grande حمایت شد. در انتخابات سال ۲۰۱۵، او با ۳۷ درصد آرا به عنوان مدیر بخش کنلونس انتخاب شد.

## ریاست‌جمهوری
اورسی نامزد جبهه گسترده برای ریاست‌جمهوری در انتخابات سراسری اروگوئه، در سال ۲۰۲۴، بود. او در دور اول در ۲۷ اکتبر با اکثریت ۲/۴۳ تا ۴۴ درصد آرا پیروز شد و در دور دوم در ۲۴ نوامبر با آلوارو دلگادو از ائتلاف جمهوری‌خواه روبرو شد، که در آن اورسی پیروز شد.